# Coupe du monde féminine de football des moins de 17 ans 2008
Navigation
Trinité-et-Tobago 2010
La Coupe du monde féminine de football des moins de 17 ans 2008 s'est déroulée du 28 octobre au 16 novembre 2008 en Nouvelle-Zélande.

## Qualifications
- Confédération asiatique de football:  Corée du Nord,  Japon,  Corée du sud
- Confédération africaine de football :  Ghana,  Nigeria
- Confédération de l'Amérique du nord, centrale, et Caraïbes de football association :  États-Unis,  Canada,  Costa Rica
- CONMEBOL :  Brésil,  Colombie,  Paraguay
- Confédération du football d'Océanie :  Nouvelle Zélande
- Union des associations européennes de football :  Angleterre,  Danemark,  Allemagne,  France

## Premier tour
Les 16 pays qualifiés sont répartis dans 4 groupes de 4, avec 3 matchs à jouer pour chaque équipe, les 2 premiers de chaque groupe se qualifient pour les 1/4 de finale.
Composition des groupes
| Groupe A - Canada - Colombie - Danemark - Nouvelle Zélande |  | Groupe B - Allemagne - Corée du Nord - Costa Rica - Ghana |  | Groupe C - États-Unis - France - Japon - Paraguay |  | Groupe D - Angleterre - Brésil - Corée du sud - Nigeria |

### Groupe A
| Date              | Équipe 1         | Score | Équipe 2         | Lieu       |
| ----------------- | ---------------- | ----- | ---------------- | ---------- |
| 28 octobre 2008   | Nouvelle Zélande | 0-1   | Canada           | Auckland   |
| 29 octobre 2008   | Danemark         | 1-1   | Colombie         | Auckland   |
| 1er novembre 2008 | Colombie         | 1-1   | Canada           | Auckland   |
| 1er novembre 2008 | Nouvelle Zélande | 1-2   | Danemark         | Auckland   |
| 4 novembre 2008   | Colombie         | 1-3   | Nouvelle Zélande | Wellington |
| 4 novembre 2008   | Canada           | 0-0   | Danemark         | Hamilton   |

| Rang | Équipes          | Points | J | G | N | P | Bp | Bc | Diff. |
| ---- | ---------------- | ------ | - | - | - | - | -- | -- | ----- |
| 1    | Danemark         | 5      | 3 | 1 | 2 | 0 | 3  | 2  | +1    |
| 2    | Canada           | 5      | 3 | 1 | 2 | 0 | 2  | 1  | +1    |
| 3    | Nouvelle Zélande | 3      | 3 | 1 | 0 | 2 | 4  | 4  | 0     |
| 4    | Colombie         | 2      | 3 | 0 | 2 | 1 | 3  | 5  | -2    |

### Groupe B
| Date              | Équipe 1      | Score | Équipe 2      | Lieu         |
| ----------------- | ------------- | ----- | ------------- | ------------ |
| 29 octobre 2008   | Costa Rica    | 0-5   | Allemagne     | Christchurch |
| 29 octobre 2008   | Corée du Nord | 1-1   | Ghana         | Christchurch |
| 1er novembre 2008 | Ghana         | 2-3   | Allemagne     | Christchurch |
| 1er novembre 2008 | Costa Rica    | 1-2   | Corée du Nord | Christchurch |
| 4 novembre 2008   | Ghana         | 1-0   | Costa Rica    | Wellington   |
| 4 novembre 2008   | Allemagne     | 1-1   | Corée du Nord | Hamilton     |

| Rang | Équipes       | Points | J | G | N | P | Bp | Bc | Diff. |
| ---- | ------------- | ------ | - | - | - | - | -- | -- | ----- |
| 1    | Allemagne     | 7      | 3 | 2 | 1 | 0 | 9  | 3  | +6    |
| 2    | Corée du Nord | 5      | 3 | 1 | 2 | 0 | 4  | 3  | +1    |
| 3    | Ghana         | 4      | 3 | 1 | 1 | 1 | 4  | 4  | 0     |
| 4    | Costa Rica    | 0      | 3 | 0 | 0 | 3 | 1  | 8  | -7    |

### Groupe C
| Date            | Équipe 1   | Score | Équipe 2   | Lieu         |
| --------------- | ---------- | ----- | ---------- | ------------ |
| 30 octobre 2008 | Japon      | 3-2   | États-Unis | Hamilton     |
| 30 octobre 2008 | France     | 6-2   | Paraguay   | Hamilton     |
| 2 novembre 2008 | Paraguay   | 1-3   | États-Unis | Hamilton     |
| 2 novembre 2008 | Japon      | 7-1   | France     | Hamilton     |
| 5 novembre 2008 | Paraguay   | 2-7   | Japon      | Christchurch |
| 5 novembre 2008 | États-Unis | 1-1   | France     | Auckland     |

| Rang | Équipes    | Points | J | G | N | P | Bp | Bc | Diff. |
| ---- | ---------- | ------ | - | - | - | - | -- | -- | ----- |
| 1    | Japon      | 9      | 3 | 3 | 0 | 0 | 17 | 5  | +12   |
| 2    | États-Unis | 4      | 3 | 1 | 1 | 1 | 6  | 5  | +1    |
| 3    | France     | 4      | 3 | 1 | 1 | 1 | 8  | 10 | -2    |
| 4    | Paraguay   | 0      | 3 | 0 | 0 | 3 | 5  | 16 | -11   |

### Groupe D
| Date            | Équipe 1     | Score | Équipe 2     | Lieu         |
| --------------- | ------------ | ----- | ------------ | ------------ |
| 30 octobre 2008 | Brésil       | 0-3   | Angleterre   | Wellington   |
| 30 octobre 2008 | Corée du sud | 1-2   | Nigeria      | Wellington   |
| 2 novembre 2008 | Nigeria      | 0-1   | Angleterre   | Wellington   |
| 2 novembre 2008 | Brésil       | 1-2   | Corée du sud | Wellington   |
| 5 novembre 2008 | Nigeria      | 2-2   | Brésil       | Christchurch |
| 5 novembre 2008 | Angleterre   | 0-3   | Corée du sud | Auckland     |

| Rang | Équipes      | J | Points | G | N | P | Bp | Bc | Diff. |
| ---- | ------------ | - | ------ | - | - | - | -- | -- | ----- |
| 1    | Corée du sud | 3 | 6      | 2 | 0 | 1 | 6  | 3  | +3    |
| 2    | Angleterre   | 3 | 6      | 2 | 0 | 1 | 4  | 3  | +1    |
| 3    | Nigeria      | 3 | 4      | 1 | 1 | 1 | 4  | 4  | 0     |
| 4    | Brésil       | 3 | 1      | 0 | 1 | 2 | 3  | 7  | -4    |

## Quarts de finale
| Match | Date            | Équipe 1     | Score          | Équipe 2      | Lieu       |  |
| ----- | --------------- | ------------ | -------------- | ------------- | ---------- |  |
| 1     | 8 novembre 2008 | Danemark     | 0-4            | Corée du Nord | Wellington |  |
| 2     | 8 novembre 2008 | Allemagne    | 3-1            | Canada        | Wellington |  |
| 3     | 9 novembre 2008 | Japon        | 2-2 ap 4-5 tab | Angleterre    | Hamilton   |  |
| 4     | 8 novembre 2008 | Corée du sud | 2-4            | États-Unis    | Hamilton   |  |

## Demi-finales
| Match | Date             | Équipe 1      | Score | Équipe 2   | Lieu         |  |
| ----- | ---------------- | ------------- | ----- | ---------- | ------------ |  |
| A     | 13 novembre 2008 | Corée du Nord | 2-1   | Angleterre | Christchurch |  |
| B     | 13 novembre 2008 | Allemagne     | 1-2   | États-Unis | Christchurch |  |

## Match pour la troisième place
| Date             | Équipe 1   | Score | Équipe 2  | Lieu     |  |
| ---------------- | ---------- | ----- | --------- | -------- |  |
| 16 novembre 2008 | Angleterre | 3-0   | Allemagne | Auckland |  |

## Finale
| Date             | Équipe 1      | Score | Équipe 2   | Lieu     |  |
| ---------------- | ------------- | ----- | ---------- | -------- |  |
| 16 novembre 2008 | Corée du Nord | 2-1   | États-Unis | Auckland |  |

## Classement final
| 1er           | 2e         | 3e         | 4e        |
| ------------- | ---------- | ---------- | --------- |
| Corée du Nord | États-Unis | Angleterre | Allemagne |